# رایان آرابیو
رایان آرابیو (به انگلیسی: Ryan Arabejo) (زادهٔ ۳۰ اکتبر ۱۹۸۹) شناگر اهل فیلیپین است.